# Pierre Maddaloni
Pierre Maddaloni (* 23. Juni 1941) ist ein ehemaliger französischer Ruderer. 1962 war er Weltmeisterschaftszweiter im Vierer mit Steuermann.

## Sportliche Karriere
Der 1,83 m große Ruderer trat bei den Weltmeisterschaften 1962 in Luzern zusammen mit Jean Ledoux, Émile Clerc, André Sloth und Steuermann Alain Bouffard im Vierer an. Die Franzosen gewannen die Silbermedaille hinter dem Boot aus Westdeutschland und vor dem Boot aus der Sowjetunion.
Bei den Olympischen Spielen 1964 in Tokio waren im französischen Achter mit Robert Dumontois, Bernard Meynadier, Joseph Moroni, Michel Viaud und Steuermann Alain Bouffard noch fünf Ruderer dabei, die 1962 Weltmeisterschaftsdritte im Achter geworden waren. Hinzu kamen André Fevret, Pierre Maddaloni, Jean-Pierre Grimaud und André Sloth. Der französische Achter belegte im Vorlauf den zweiten Platz hinter dem Boot aus der Sowjetunion. Im Hoffnungslauf siegten die Italiener vor den Franzosen, die damit nur das B-Finale erreichten und als Sieger des B-Finales den siebten Platz in der Gesamtwertung belegten.